# Felix Limo
 (février 2021).
Pour les articles homonymes, voir Limo.
Felix Limo, né le 20 août 1980 en territoire Nandi, est un athlète kenyan, qui compte parmi les dix marathoniens les plus rapides de tous les temps en 2006.

## Palmarès

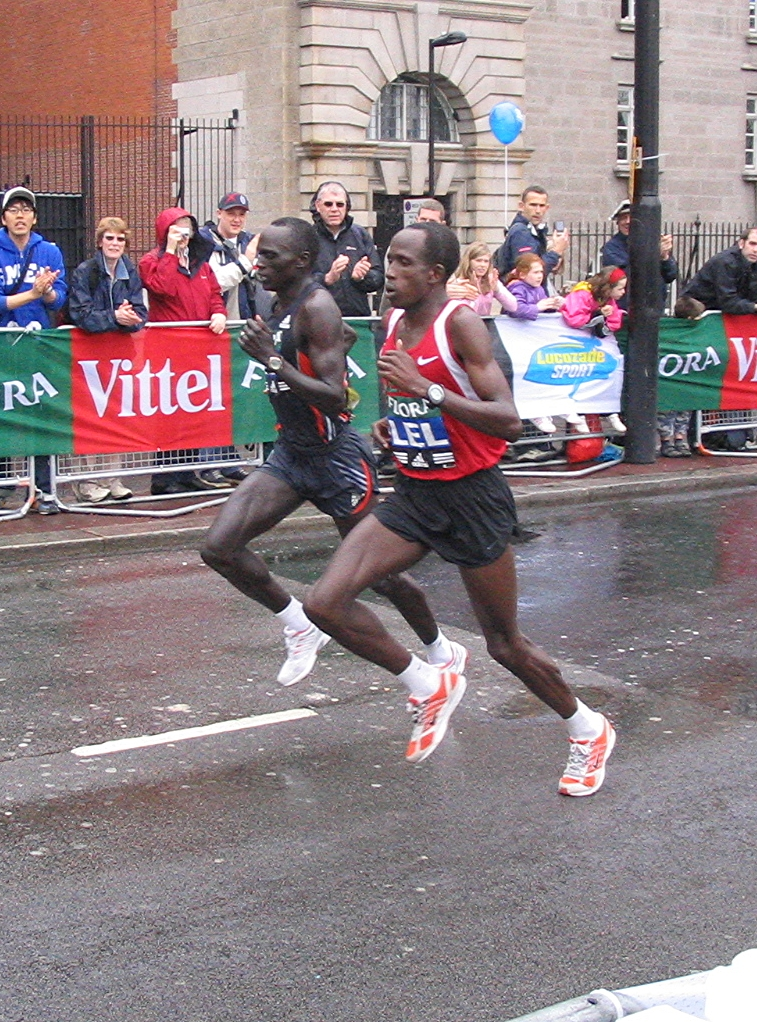
Felix Limo (au second plan) et Martin Lel au marathon de Londres 2006

### Marathon internationaux
- Marathon de Londres 2006 en 2 h 06 min 39
- Marathon de Chicago 2005 en 2 h 07 min 02
- Marathon de Berlin 2004 en 2 h 06 min 44
- Marathon de Rotterdam 2004 en 2 h 06 min 14
- 2e du marathon d'Amsterdam 2003 en 2 h 06 min 42
- 4e du Marathon de Berlin 2011 en 2 h 10 min 38

### record du monde
- record du monde du 15 km (sur route) en 41 min 29 s 00 à Nimègue (Pays-Bas) le 11 novembre 2001.